# Hội Địa vật lý Việt Nam
Hội Khoa học Kỹ thuật Địa vật lý Việt Nam, thường dùng tên rút gọn là Hội Địa vật lý Việt Nam, là tổ chức xã hội - nghề nghiệp của những người làm việc trong lĩnh vực địa vật lý tại hoặc liên quan đến Việt Nam .

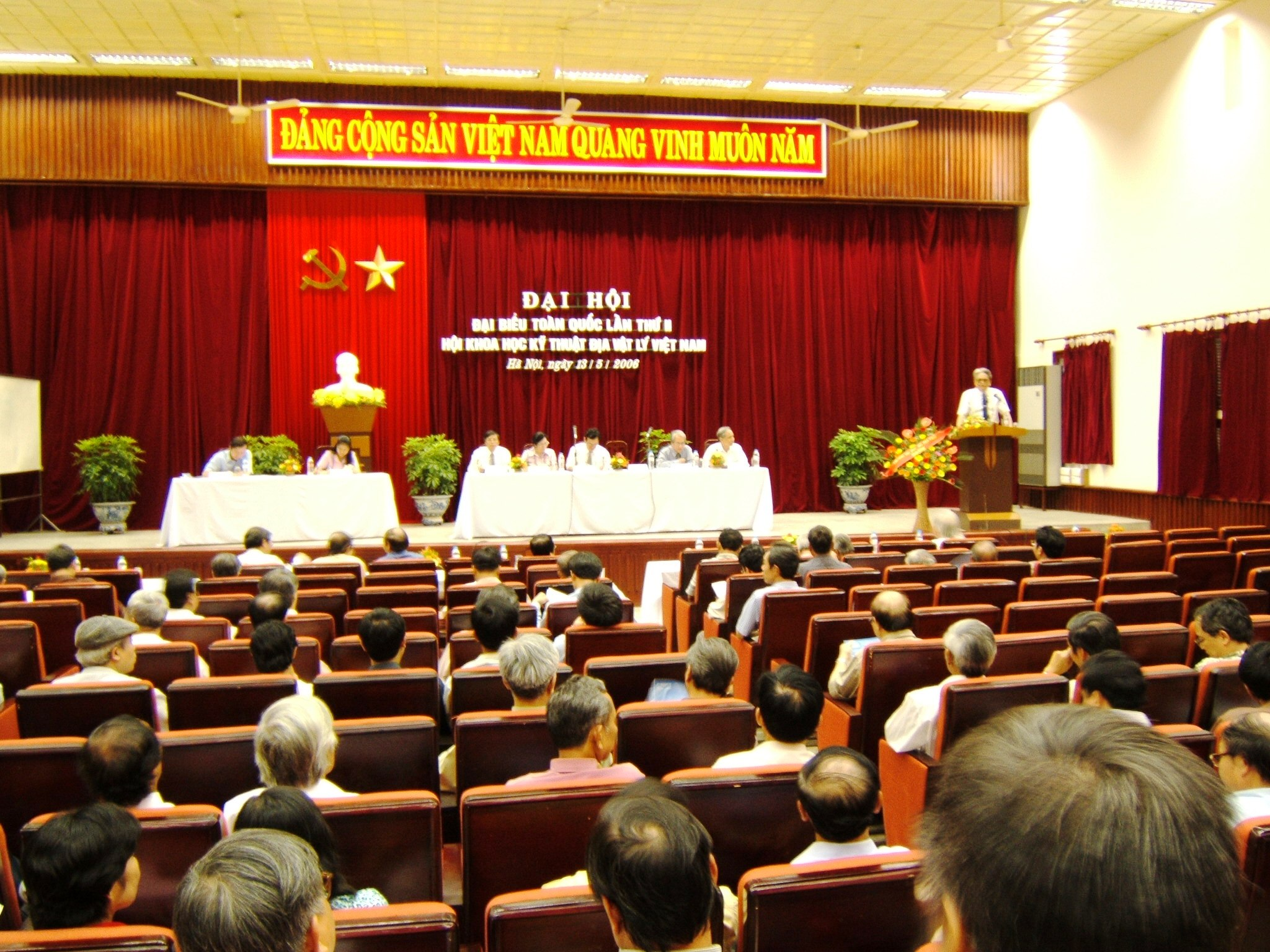
Đại hội Địa vật lý năm 2006

Hội có tên giao dịch bằng tiếng Anh là "Vietnam Association of Geophysicists" (Hội các nhà Địa vật lý VN), viết tắt là VAG .
Hội chính thức thành lập ngày 15/5/2001.
Ban thư ký hội làm việc tại địa chỉ A8/18 đường Hoàng Quốc Việt, phường Nghĩa Đô, quận Cầu Giấy, thành phố Hà Nội.

## Xuất bản
Hội xuất bản tạp chí Địa cầu, đăng tải các nghiên cứu và tin tức khoa học kỹ thuật địa vật lý cũng như tin hoạt động của hội.